# Ferdinand Ganal
Ferdinand Ganal (* 9. April 1703 in Saarlouis; † 22. Oktober 1775 ebenda) war ein deutscher Bildhauer des Barock und des Rokoko. Er wirkte vor allem in Kurtrier und der Grafschaft Nassau-Saarbrücken.

## Leben

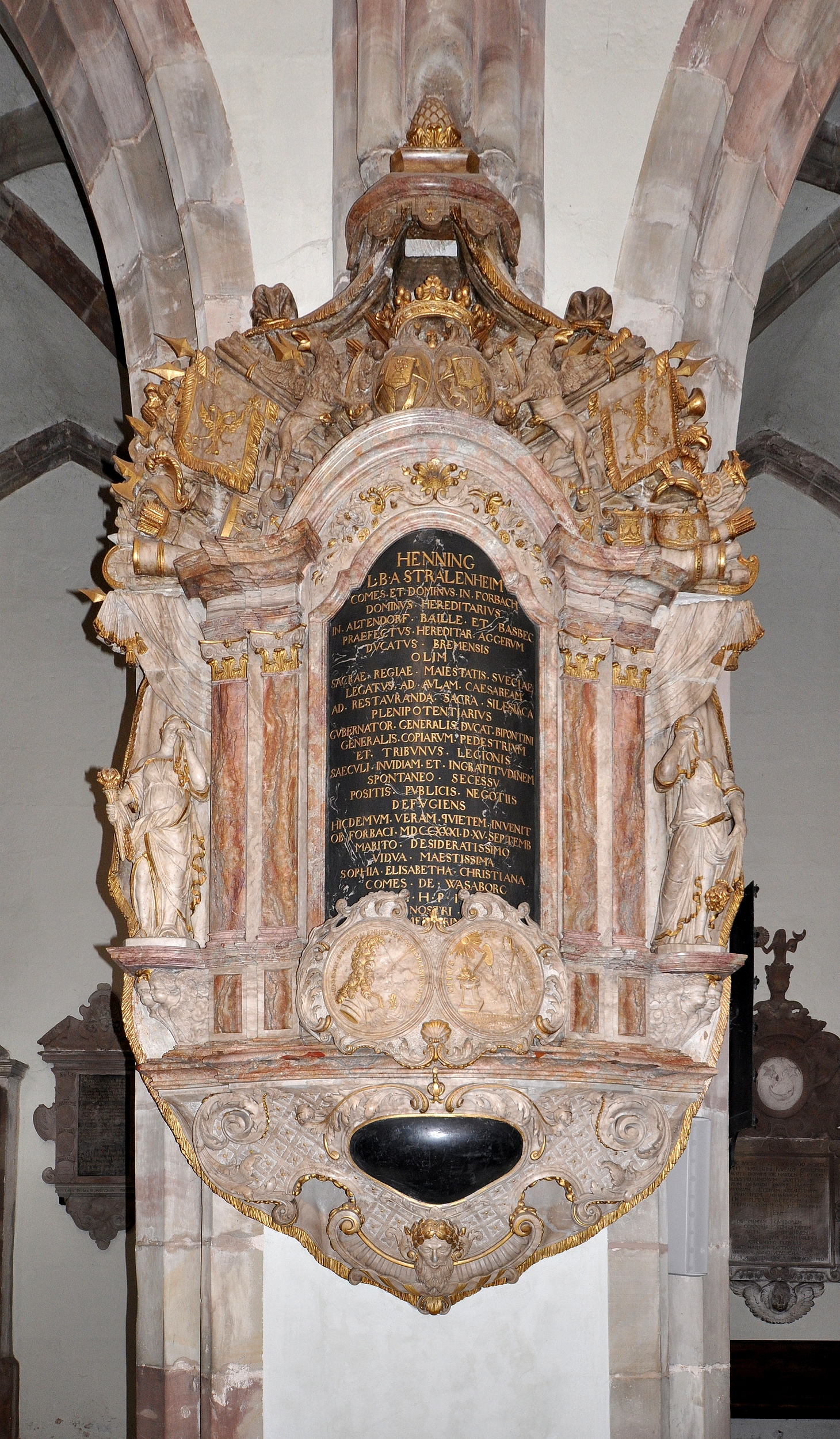
Epitaph des Henning von Stralenheim in der Stiftskirche St. Arnual, Saarbrücken

Ganal wurde 1703 als Sohn des Schreiners Joseph Ganal (1673–1742) und dessen Ehefrau Jeanne Roblet (um 1682–1722) geboren. Ganal war vermutlich Schüler des nassauisch-saarbrücker Hofbildhauers Jacques Pierrard de Coraille. Mehrfach arbeitete er mit dem Architekten Christian Kretzschmar zusammen. Eines der Hauptwerke von Ganal ist das reich verzierte Epitaph für Henning von Stralenheim in der Stiftskirche St. Arnual.
1723 heiratete er in Saarlouis die Kaufmannstochter Marguerite le Blanc (1702–1753), mit der er 13 Kinder hatte. Nach dem Tod seiner ersten Frau heiratete Ganal 1753 in Saarlouis Anne Marie Weber (1712–1767).

## Werke
- 1725–1727: Altar und Kanzel der alten evangelischen Kirche von St. Johann (heute Schlosskirche Saarbrücken)
- 1738: Tabernakel und Antependium des Hochaltars der Propsteikirche St. Peter in Merzig
- um 1757: Chorausstattung der katholischen Kirche Beckingen (nicht erhalten)
- zahlreiche maskenhafte Fensterschlusssteine an vielen Gebäuden in Saarlouis
- Fensterschlusssteine (Masken) am Hauptgebäude der Abtei Mettlach